# Lucio Testa (regista)
Lucio Testa (Napoli, 14 ottobre 1945 – Ancona, 5 novembre 2014) è stato un regista televisivo italiano.

## Biografia
Laureato in giurisprudenza, all'Università degli studi di Napoli "Federico II", nella seconda metà degli anni settanta, oltre a curare altre trasmissioni televisive, è stato il regista di Piccolo Slam, uno show musicale della televisione italiana, condotto da Stefania Rotolo e Sammy Barbot trasmesso da RaiUno.
Nei primi anni ottanta fu ingaggiato dalla Fininvest per curare la regia televisiva di un nuovo contenitore musicale nato in alternativa a Discoring della RAI, Popcorn su Canale 5, condotto in studio da Sammy Barbot e Tiziana Fiorveluti.

## Regie in RAI
Fonti:
La culture et l'histoire (1974) - corso integrativo di lingua francese
Autori: Angelo Bortoloni
Conduzione: Jacques Sernas
Puntate: 8
Rete: Rete 2
Data trasmissione: 1974
Levate 'a maschera Pulicenella 1976
Autori: Salvatore Palomba
Regia: Lucio Testa
Conduzione: Sergio Bruni
Puntate: 1
Rete: Rete 2
Data trasmissione: 17/10/1976
Tamboo 1977
Autori: Giorgio Calabrese
Regia: Lucio Testa
Conduzione: Mandrake, Toni Esposito, Anna Maria Baratta
Puntate: 1
Rete: Rete 1
Data trasmissione: 23/01/1977
Piccolo slam n. 1 1977
Autori: Marcello Mancini, Franco Miseria
Direzione Musicale: Renato Serio
Regia: Lucio Testa
Conduzione: Stefania Rotolo, Sammy Barbot
Puntate: 50
Rete: Rete 1
Data trasmissione: 23/02/1977
Piccolo slam n. 2 1978
Autori: Marcello Mancini, Franco Miseria
Regia: Lucio Testa
Puntate: 34
Rete: Rete 1
Data trasmissione: 04/01/1978
Buonasera con... 1980
Autori: Carlo Silva, Gustavo Palazio, Carlo Dapporto
Regia: Lucio Testa
Conduzione: Carlo Dapporto
Puntate: 20
Rete: TV2
Data trasmissione: 04/02/1980 - 29/02/1980
Alle cinque del sabato sera 1980
Autori: Luciano Gigante, Piero Panza
Regia: Lucio Testa
Conduzione: Susanna Javicoli, Didi Perego, Pilu'
Puntate: 8
Rete: TV1
Data trasmissione: 18/10/1980 - 20/12/1980
Tre per tre 1982
Autori: Luigi Albertelli, Raoul Franco
Regia: Lucio Testa
Conduzione: Barbara Boncompagni
Puntate: 20
Rete: TV1
Data trasmissione: 05/03/1982 - 15/05/1982